# Allen Newell
Allen Newell (São Francisco, 19 de março de 1927 — Pittsburgh, 19 de julho de 1992) foi um pesquisador da ciência da computação e psicólogo cognitivo estadunidense formado na RAND Corporation e na Faculdade de Ciência da Computação, Tepper School of Business, e do Departamento de Psicologia da Universidade Carnegie Mellon. Ele contribuiu para a linguagem de processamento de informação (1956) e dois dos primeiros programas de inteligência artificial, a Logic Theorist (1956) e o General Problem Solver (1957) (com Herbert Simon). Foi galhardoado com um prêmio Turing pela Associação para Maquinaria da Computação junto com Herbert Simon, em 1975, por suas contribuições fundamentais para a inteligência artificial e a psicologia da cognição humana.

## Carreira
Newell é considerado um dos pais da inteligência artificial e da ciência cognitiva.
Allen Newell fez o curso universitário de física na Universidade de Stanford em 1949, e a sua pós-graduação em matemática na Universidade de Princeton.
Foi doutorado em Administração Industrial pelo Instituto Tecnológico da Carnegie Mellon University e tornou-se investigador científico na Rand Corporation (Universidade de Santa Mônica) entre 1950 e 1961, onde conheceu Herbert Simon.